# A Fever You Can’t Sweat Out
A Fever You Can’t Sweat Out ist das im Jahr 2005 erschienene und von Matt Squire produzierte Debütalbum der Band Panic! at the Disco. Es ist das einzige Album, an dem der ehemalige Bassist der Band, Brent Wilson, mitgewirkt hat. 2006 verließ er die Band aufgrund von Meinungsverschiedenheiten.
Das Album wurde im SOMD! Studio in College Park (Maryland, USA) im Juni 2005 aufgenommen und produziert, kurz nachdem die Bandmitglieder die High School abgeschlossen hatten. Das Album ist in zwei Teile gegliedert, wobei der erste Teil überwiegend dem Genre Pop-Punk mit Elementen der elektronischer Musik zuzuordnen ist, der zweite Teil eher mit traditionellen Instrumenten gestaltet ist. Die Texte des Albums stammen vom Gründungsmitglied Ryan Ross.

## Hintergrund
Die Band wurde 2004 als Blink-182-Coverband in Las Vegas gegründet. Schlagzeuger Spencer Smith und Gitarrist Ryan Ross gingen beide auf die Bishop Gorman High School und hatten schon seit der 9. Klasse zusammen Musik gemacht. Später ist der Bassist Brent Wilson dazugestoßen, der auf die nah gelegene Palo-Verde High School ging. Wilson fragte Brendon Urie, ob er dazustoßen wolle, damit Urie sich als Gitarrist beweisen könne. Kurz danach begann die Band bei der Großmutter von Wilson Musik zu machen. Sänger war ursprünglich Ross, jedoch gab dieser die Rolle an Urie ab.
Die monotone Natur vieler aus Las Vegas stammenden Bands inspirierte die junge Gruppe dazu, anders zu sein und aus der Masse herauszustechen. Sie begannen mit der Aufzeichnung von experimentalen Demo-Songs. Die Demo-Songs (Time to Dance, Camisado und Nails for Breakfast, Tacks for Snacks) wurden später auf der Website PureVolume veröffentlicht. Zudem hatte Ross den Link zu den Songs an Fall Out Boy Bassist Pete Wentz über LiveJournal geschickt. Zur selben Zeit änderte die Gruppe ihren Namen zu Panic at the Disco. Wentz, der sich gerade in Los Angeles mit dem Rest von Fall Out Boy bei der Produktion des ersten Major-Label-Albums, From Under the Cork Tree, befand, fuhr nach Las Vegas um die Mitglieder von Panic at the Disco zu treffen. Nachdem dieser Songs bei einer Bandübung gehört hatte, war Wentz erstaunt und lud die Band zum signieren seines Fueled by Ramen Labels Decaydance Records ein. Die Band wurde im Dezember 2004 unter Vertrag genommen. Zur selben Zeit ergänzte die Band ihren Namen um ein Ausrufezeichen, sodass der offizielle Name der Band fortan Panic! at the Disco lautete.
Zur Zeit des Signierens waren alle Bandmitglieder noch in der High School. Lediglich Ryan Ross war nicht mehr in der High School und musste bereits die University of Nevada, Las Vegas verlassen.

## Aufzeichnung und Produktion
Nachdem die Bandmitglieder die High-School abgeschlossen hatten, reisten sie sofort nach College Park in Las Vegas, um das Album aufzunehmen. Fueled by Ramen wollte, dass die Band früher im Jahr ins Studio geht, was jedoch nicht möglich war, da alle Mitglieder entweder noch an der Universität oder noch in der High School waren. Urie absolvierte die High School im Mai 2005. Smith und Wilson absolvierten die Schule online während der Produktion. Matt Squire wurde als Produzent ausgewählt, da dieser verschiedene andere unabhängige Alben produziert hatte. Das Label hatte gehofft, dass Mike Green als Produzent ausgewählt werden würde, da dieser zusammen mit Paramore das Album All We Know Is Falling produziert hatte. Matt Squire begegneten sie entsprechend skeptisch.
A Fever You Can't Sweat Out wurde in dreieinhalb Wochen mit einem Budget von 11.000 US-Dollar aufgenommen. Als die Band in das Studio kam, hatte sie die Hälfte aller Songs bereits fertig. Die andere Hälfte wurde vor der Produktion erstellt. Die Aufnahmen waren stressig. „Wir waren im Studio 14 Stunden am Tag und das fünf Tage die Woche. Vielleicht haben wir angefangen unseren Verstand zu verlieren“, sagte Ryan Ross während eines Interviews im Jahr 2006. Die Band hatte während der Produktion in einem Keller Studio mit einem Schlafzimmer gelebt. „Jeder ging jedem auf die Nerven“, so Ross. „Jemand würde einen neuen Teil schreiben und jemand anderes würde sagen, es gefiele ihm nicht, weil man deren Müsli am Morgen gegessen hatte“. Squire erinnerte sich, dass alle Refrains am selben Tag aufgenommen wurden. Die Band hat ununterbrochen weiter produziert und war nach der Produktion ziemlich erschöpft. Nach der Vervollständigung des Albums „hatten wir zwei Wochen um nach Hause zu kommen und zu lernen, wie man eine Band ist“, so Ross.
Wilson hat aufgrund von Meinungsverschiedenheiten die Band verlassen. Die verbliebenen Band-Mitglieder bestritten, dass Wilson einen nennenswerten Beitrag zu dem Album geleistet hat. Wilson musste seine vertragsmäßige 25 % Umsatzbeteiligung der Verkäufe des Albums darauf einklagen.

## Komposition
Das Album wurde als Pop-Punk, Emo, Alternative Rock, Emo-Pop, Baroque Pop, Electronica, Dance-Punk und Doo Wop beschrieben. Das Album ist stilistisch in zwei Hälften geteilt. Die erste Hälfte nutzt elektronische Instrumente wie Synthesizer oder Drum Machines. Die zweite Hälfte beinhaltet eher traditionelle Instrumente wie Akkordeon und Orgel. Die beiden Teile sind durch eine Pause getrennt. Die Pause beginnt mit techno-style Musik und geht dann in die traditionellere zweiten Hälfte über. Squire äußert in einem späteren Interview, die Band „habe eine Identitätskrise, während sie neue Lieder schrieben“. Die Songs wurden in Las Vegas produziert, während die Band sich im Studio bei geradlinigeren Rock-Tracks wiedergefunden hat. Squire war der einzige der die Rock-Songs im Album haben wollte und konnte die restlichen Mitglieder schließlich auch davon überzeugen.
Die Qualität des Albums war repräsentativ für den Willen der Band „das zu machen, was man will“, so Urie in einem Interview. Urie zitierte speziell The Beatles, Queen, The Smiths, Name Taken und Everybody’s Changing von Keane als Inspirationen für das Album. Er kommentierte zudem „Wir nahmen all diese Künstler, hörten ihre Musiken und vermischten diese“.
Die Texte im Album sind sehr stark inspiriert von Chuck Palahniuk. Der Titel The Only Difference Between Martyrdom and Suicide Is Press Coverage ist ein Zitat aus dem Buch Survivor. Time to Dance erzählt die Geschichte aus dem Buch Invisible Monsters und enthält das Zitat „Give me envy, give me malice, give me your attention“ („Gib mir Neid, gib mir Bosheit, gib mir deine Aufmerksamkeit“). Andere Referenzen und Zitate sind in verschiedenen Stellen des Albums zu finden. Pete Wentz diente als Berater der Band für textliches Material. Die Gruppe bemerkte zudem, dass andere Bands wie Fall Out Boy oder Name Taken lange Titel für die Songs benutzten. Die Band erfand daher zunehmend längere Lied-Titel um sich darüber lustig zu machen. Lustig gemeint war auch der Titel I Constantly Thank God for Esteban als Referenz zu der Dauerwerbesendung für Esteban Guitars.

## Deluxe- und Bonus-Edition
Am 14. November 2006, wurde das Album in einer „Deluxe“ Edition neu veröffentlicht. Diese Edition war auf 25.000 Kopien limitiert. Diese Box beinhaltete das Original-Album, eine DVD von einem Live-Auftritt in Denver am 22. Juli 2006, Spielkarten, das 2006er Tour Programm, ein Poster der Band, ein Phenakistiskop, eine Maske im Circus-Stil, einen gefälschten Zeitungsartikel und einen blanken Block. Außerdem wurde eine japanische Bonus-Edition veröffentlicht.

## Lieder
Alle Texte sind von Ryan Ross geschrieben. Die Musik ist von Ross, Smith und Urie komponiert.

### Standardversion
1. Introduction – 0:36
2. The Only Difference Between Martyrdom and Suicide Is Press Coverage – 2:54
3. London Beckoned Songs About Money Written By Machines – 3:23
4. Nails for Breakfast, Tacks for Snacks – 3:23
5. Camisado – 3:11
6. Time to Dance – 3:22
7. Lying Is the Most Fun a Girl Can Have Without Taking Her Clothes Off – 3:20
8. Intermission – 2:35
9. But It’s Better If You Do – 3:25
10. I Write Sins Not Tragedies – 3:06
11. I Constantly Thank God for Esteban – 3:30
12. There’s a Good Reason These Tables Are Numbered Honey, You Just Haven’t Thought of It Yet – 3:16
13. Build God Then We’ll Talk – 3:40

### Bonusversionen

#### Japanische Bonus-Edition
1. Introduction – 0:36
2. The Only Difference Between Martyrdom and Suicide Is Press Coverage – 2:54
3. London Beckoned Songs About Money Written By Machines – 3:23
4. Nails for Breakfast, Tacks for Snacks – 3:23
5. Camisado – 3:11
6. Time to Dance – 3:22
7. Lying Is the Most Fun a Girl Can Have Without Taking Her Clothes Off – 3:20
8. Intermission – 2:35
9. But It’s Better If You Do – 3:25
10. I Write Sins Not Tragedies – 3:06
11. I Constantly Thank God for Esteban – 3:30
12. There’s a Good Reason These Tables Are Numbered Honey, You Just Haven’t Thought of It Yet – 3:16
13. Build God Then We'll Talk – 3:40
14. I Write Sins Not Tragedies (live in Denver) – 3:11

#### Erweitertes Material der japanischen Ausgabe
1. I Write Sins Not Tragedies (music video) – 3:06
2. But It’s Better If You Do (music video) – 3:36
3. Lying Is the Most Fun a Girl Can Have Without Taking Her Clothes Off (music video) – 3:16

#### Live in Denver DVD
1. Live in Denver – 72:10

#### Japanische Ausgabe von den Demos
1. Time to Dance (demo) – 4:16
2. Nails for Breakfast, Tacks for Snacks (demo) – 3:56
3. Camisado (demo) – 3:50

## Mitwirkende
| Name                | Bereich                                                                                         | Anmerkungen |
| ------------------- | ----------------------------------------------------------------------------------------------- | --- |
| Panic! at the Disco |                                                                                                 | |
| Brendon Urie        | Gesang, Rhythmus-Gitarre, Bass-Gitarre, Keyboard, Piano, Synthesizer                            | |
| Ryan Ross           | Lead-Gitarre, Hintergrund-Gesang, Synthesizer, Programming, Orgel, Akkordeon, Kreative Richtung | |
| Spencer Smith       | Schlagzeug, Percussions                                                                         | |
| Brent Wilson        | Bass-Gitarre                                                                                    | Laut offiziellen Aussagen der Band-Mitglieder hat dieser nicht am Album mitgewirkt, sondern wird einfach nur in der Danksagung aufgeführt. Die Bass Passagen hat Urie gespielt. |
| Jon Walker          | Hintergrund-Gesang, Bass-Gitarre, Keyboard                                                      | Nur Live in Denver DVD |
| Zusätzliche Musiker |                                                                                                 | |
| Heather Stebbins    | Doppel-Bass, Cello                                                                              | |
| William Brousserd   | Trompete                                                                                        | |
| Samantha Bynes      | Violine                                                                                         | |
| Produktion          |                                                                                                 | |
| Alan Ferguson       | Fotografie                                                                                      | |
| UE Nastasi          | Mastering                                                                                       | |
| Panic! at the Disco | Zusätzliche Produktion                                                                          | |
| Matt Squire         | Hauptproduktion                                                                                 | |

## Rezeption

### Rezensionen
Nach der Veröffentlichung spaltete A Fever You Can't Sweat Out die Meinung der Kritiker. Billboard erachtete das Album als „eines der polarisierendsten Alben unserer Zeit“. Cory D. Byrom von Pitchfork war vermutlich der negativste Kritiker. Kritisiert hatte dieser den Zustand des zeitgenössischen Emos und beklagte den offensichtlichen Mangel des Albums an „Aufrichtigkeit, Kreativität oder Originalität“. Johnny Loftus von AllMusic war ähnlich negativ. Dieser schrieb: „Das ist eine Band, die die Idee liebt, Musik zu veröffentlichen – ein Statement zu veröffentlichen – aber es gibt nichts Einzigartiges darin, weder in ihrer Formel noch in der gepriesenen und klebrigen Produktion“. Lauren Gitrin von Rolling Stone lobte den Klang des Albums und kommentierte „Was Panic[! At The Disco] anders und exzellent macht ist das Nutzen von Dancefloor-Synthesizer und Roboto-Drums, die sich in der Weinigkeit des Albums einlösen.“ Kerrang! war positiv und gab dem Album 4 von 5 Sternen. Rolling Stone gab dem Album 3,5 von 5 Sternen. Andere Online Magazine wie Gigwise und Sputnikmusic gaben auch positive Rezeptionen.
Die Hit-Single I Write Sins Not Tragedies wurde viel im Radio gehört und Panic! at the Disco gewann „Video of the Year“ auf den jährlichen MTV Video Music Awards im Jahre 2006. Im September 2011 gewann I Write Sins Not Tragedies die Kategorie Best Music Video of the 2000s, sowie die Kategorie Best Music Video of All Time, die anhand eines Online-Votings entschieden wurde.

## Kommerzieller Erfolg

### Chartplatzierungen
| ChartsChartplatzierungen       | Höchstplatzierung | Wochen |
| ------------------------------ | ----------------- | ------ |
| Deutschland (GfK)              | 98 (4 Wo.)        | 4      |
| Österreich (Ö3)                | 37 (9 Wo.)        | 9      |
| Schweiz (IFPI)                 | 63 (2 Wo.)        | 2      |
| Vereinigte Staaten (Billboard) | 13 (88 Wo.)       | 88     |
| Vereinigtes Königreich (OCC)   | 17 (35 Wo.)       | 35     |

| ChartsJahrescharts (2006)      | Platzierung |
| ------------------------------ | ----------- |
| Vereinigte Staaten (Billboard) | 32          |
| Vereinigtes Königreich (OCC)   | 88          |

### Auszeichnungen für Musikverkäufe
| Land/Region                  | Auszeichnungen für Musikverkäufe (Land/Region, Auszeichnung, Verkäufe) | Verkäufe  |
| ---------------------------- | ---------------------------------------------------------------------- | --------- |
| Australien (ARIA)            | Platin                                                                 | 70.000    |
| Kanada (MC)                  | Platin                                                                 | 100.000   |
| Neuseeland (RMNZ)            | 2× Platin                                                              | 30.000    |
| Vereinigte Staaten (RIAA)    | 4× Platin                                                              | 4.000.000 |
| Vereinigtes Königreich (BPI) | Platin                                                                 | 300.000   |
| Insgesamt                    | 9× Platin ·                                                            | 4.500.000 |

### Auszeichnungen
Rolling Stone listete das Album in der Liste 40 Greatest Emo Albums of All Time im Jahr 2016 auf. James Montgomery bezeichnete das Album als „Genre-definierende Vorlage“ und kommentierte „es ist schwer zu argumentieren, dass es kein Schnappschuss von der Stelle, wo „Emo“ im Jahr 2005 war, ist.“
| Jahr | Publikation   | Land                           | Rank | Liste                              |
| ---- | ------------- | ------------------------------ | ---- | ---------------------------------- |
| 2012 | Rock Sound    | Großbritannien                 | 16   | 101 Modern Classics                |
| 2016 | Rolling Stone | Vereinigte Staaten von Amerika | 39   | 40 Greatest Emo Albums of All Time |